# 赤池昭紀
赤池 昭紀（あかいけ あきのり）は、日本の薬理学者。京都大学名誉教授。薬学博士。専門は中枢神経薬理学。
福山大学薬学部教授、京都大学大学院薬学研究科・薬学部教授、名古屋大学大学院創薬科学研究科教授、日本薬理学会理事長を歴任した。

## 概要
京大では薬品作用解析学分野の研究に当たっていた。門下生として金田勝幸、久米利明、小坂田文隆などを輩出した。
ウシ胎仔血清から新規神経保護物質としてセロフェンド酸を単離した。
6年制および4年制薬学教育の改革推進へ貢献し、日本薬学会教育賞を受賞した。

## 略歴
一部の経歴はより
- 1974年（昭和49年）：京都大学薬学部卒業
- 1979年（昭和54年）：京都大学大学院薬学研究科博士課程修了
- 1980年（昭和55年）：京都大学医学部助手
- 1989年（平成元年）：福山大学薬学部助教授
- 1991年（平成3年）：福山大学薬学部教授
- 1994年（平成6年）：京都大学薬学部教授
- 1997年（平成9年）：京都大学大学院薬学研究科教授
- 2012年（平成24年）：名古屋大学大学院創薬科学研究科教授、京都大学名誉教授
- 2017年（平成29年）：名古屋大学大学院創薬科学研究科を定年退職、和歌山県立医科大学薬学部開設準備室客員教授
- 2021年（令和3年）：和歌山県立医科大学薬学部教授